# Paolo Solaroli di Briona (militare 1874)
Paolo Solaroli di Briona (Torino, 20 ottobre 1874 – Sciara Zauia, 26 ottobre 1911) è stato un militare italiano, decorato di Medaglia d'oro al valor militare alla memoria nel corso della guerra italo-turca.

## Biografia

Stemma dei Solaroli di Briona e dei Marchesi di Briona.

Nacque a Torino il 20 ottobre 1874, figlio di Paolo e di Luigia Canelli de’ Prosperi.
Arruolatosi nel Regio Esercito, il 1 novembre 1895 iniziò a frequentare la Regia Accademia Militare di Fanteria e Cavalleria di Modena da cui uscì due anni dopo con il grado di sottotenente assegnato all'arma di cavalleria, assegnato in servizio al Reggimento "Cavalleggeri di Lodi" (15º). Nel gennaio 1901 fu promosso tenente, e il 13 novembre 1902 fu nominato ufficiale d'ordinanza dal comandante il III Corpo d'armata, generale Luigi Fecia di Cossato, passando poi con lo steso incarico presso il Conte di Torino nel febbraio 1907. Seguì il suo generale negli arditi viaggi che egli effettuò nell'interno dell'Africa, distinguendosi per avvedutezza e coraggio. Rientrato in servizio al suo reggimento nel maggio 1911, dopo lo scoppio della guerra italo-turca assunse il comando di un plotone destinato a partecipare alle operazioni belliche in Tripolitania.
Partito in nave da Napoli il 9 ottobre 1911, sbarcò nella rada di Tripoli col primo scaglione del Corpo di spedizione al comando del generale Carlo Caneva, e sostituì le forze da sbarco della Regia Marina nelle trincee attorno alla città.
Dopo i combattimenti del 23 ottobre, verso l’alba del giorno 26 le forze turco-arabe attaccarono di sorpresa le trincee della piazza eseguendo una azione dimostrativa sul fianco delle difese e successivamente attaccando, con forze imponenti, in direzione del fortino di Mesri, dove era posizionata la caserma di cavalleria.
La sorpresa ed il violento fuoco di fucileria del nemico causarono uno sbandamento nelle difese che permise a nuclei di arabi di aggirare le posizioni e raggiungere la caserma di cavalleria, ove erano anche sistemati la polveriera e l'ospedale militare. Il 1º Squadrone del Reggimento "Cavalleggeri di Lodi" uscì dalla porta occidentale della caserma e, aprendosi combattendo la via tra le forze degli arabi, riuscì, con gravi perdite, a chiudere la breccia che si era aperta e ad arrestare ogni ulteriore movimento delle forze nemico nel retro delle difese italiane. Ferito tre volte si spense sul campo di battaglia, e per onorarne il coraggio con Regio Decreto 8 novembre 1912 fu decorato con la Medaglia d'oro al valor militare alla memoria.

### Annotazioni
1. ↑  Era nipote di Paolo Solaroli di Briona già ufficiale del II Corpo d'armata dell'Armata Sarda nel corso della prima guerra d'indipendenza italiana, decorato di Medaglia d'oro al valor militare per il coraggio dimostrato sulle alture di Rivoli e Santa Giustina dal 22 al 25 luglio 1848.

### Fonti
1. 1 2  Carolei, Greganti 1958, p. 94.
2. 1 2 3 4 5 6 7 8 9  Combattenti Liberazione.
3. ↑  Sito ufficiale del Quirinale.